# Mutters (Tirol)
Mutters is een gemeente in het district Innsbruck Land van de Oostenrijkse deelstaat Tirol.
Mutters ligt ten zuidwesten van Innsbruck, samen met de buurgemeente Natters op een middelgebergteterras. Naast de dichtbebouwde hoofdkern bestaat Mutters uit de kleine plaatsen Raitis, Außerkreith, Kreith, Riedbach en Gärberbach. Kreith was tot 1974 een zelfstandige gemeente. Het landschappelijke karakter van de dorpskern heeft de tand des tijds doorstaan. Door de nabije ligging van Innsbruck is Mutters een echte forensengemeente geworden.
Mutters is een toeristische gemeente, voornamelijk gericht op het zomertoerisme. Verder is er in Gärberbach een nieuw industriegebied te vinden. Er loopt vanuit Mutters een 8 persoons gondelbaan naar het skigebied op de Mutterer Alm (zomer en winter geopend) en er zijn plannen voor een samenwerking met het nabijgelegen skigebied Axamer Lizum en "Schlick 2000" in het Stubaital (Brückenschlag). Deze verbinding ligt politiek echter zeer gevoelig omdat de verbindingslift door een Natuurreservaat zou moeten gaan lopen.
Mutters is vanuit Innsbruck bereikbaar via de Brennerstraße (B182) en de Neugötzener Straße (L304) en sinds 1904 via de Stubaitalspoorlijn.

## Geschiedenis
De omgeving rondom Mutters is waarschijnlijk al rond 3000 v.Chr. bewoond geweest. Er zijn urnen gevonden uit de bronstijd. Rond 1100 werd het dorp als Muttres voor het eerst genoemd. De naam is waarschijnlijk afkomstig van mutt, dat heuvel betekent. In 1729 brandde een deel van het dorp af. De bevolking van het dorp leed ernstig onder de napoleontische oorlogen van 1796-1797 en 1809. Bij Schupfenwirt aan de Brennerstraat vestigde Andreas Hofer gedurende de Slagen bij de Bergisel in de maanden mei en augustus van het jaar 1809 zijn hoofdkwartier.